# Anistorgi
Anistorgi habría sido una ciudad romana, situada cerca del actual municipio barcelonés de Manresa.

## Historia
En la entrada que Ceán Bermúdez dedica a Manresa en su Sumario de las antigüedades romanas que hay en España, en especial las pertenecientes a las Bellas Artes (1832), dice las siguientes palabras:

No lejos de aqui hubo de estar la antigua ciudad de Anistorgi, donde los dos hermanos Escipiones fueron derrotados por Asdrubal y por Magon, y muerto P. Escipion de una lanzada en el costado derecho, viendose precisado á huir Neyo Escipion su hermano, que tambien falleció algunos dias despues. Antes de esos acaecimientos Neyo Escipion conquistó esta ciudad y toda su comarca el año 535 de la fundacion de Roma.
(Ceán Bermúdez, 1832, p. 24)